# Agabus browni
Agabus browni är en skalbaggsart som beskrevs av Toshiro Kamiya 1934. Agabus browni ingår i släktet Agabus och familjen dykare. Inga underarter finns listade i Catalogue of Life.